# Under isen
Under isen är en svensk kortfilm från 1991 i regi av Stig Larsson.
Filmen handlar om en lärare (spelad av Iwar Wiklander) som förgrep sig sexuellt på sina elever för 20 år sedan. Han besöks av en elev (spelad av Duncan Green) som vill göra upp med det förflutna. Manus skrevs av Michael Stenberg och filmen producerades av Christer Nilson för Götafilm. Den fotades av Göran Nilsson och klipptes av Michal Leszczylowski. Musiken komponerades av Ulf Dageby.